# Gnetum gracilipes
Gnetum gracilipes är en kärlväxtart som beskrevs av Ching Yung Cheng. Gnetum gracilipes ingår i släktet Gnetum och familjen Gnetaceae. Inga underarter finns listade i Catalogue of Life.